# Wołosatki
Wołosatki – polski zespół muzyczny założony w 1974 roku.
Grupa należy do nurtu piosenki turystycznej i poezji śpiewanej, wykonuje m.in. ballady, jej styl stanowi połączenie cech bossa novy, bluesa, muzyki country, reggae i rock and rolla. Tematyka utworów często dotyczy Bieszczadów. Utwory Wołosatek zyskały popularność wśród polskich harcerzy i turystów.

## Muzycy

### Skład (wybór)
- Dorota Czupryńska (1974–1975)[3]
- Mirosława Kogut (1974–1976)[3]
- Barbara Lasek (1974–1976)[3]
- Maria Pęczak (1974–1976)[3]
- Danuta Walasek (1974–1975)[3]
- Maria Wieczorek (1974–1976)[3]
- Alicja Grychowska (1975–1976)[3]
- Małgorzata Lachowska (1975)[3]
- Barbara Pudak (1975)[3]
- Małgorzata Rek (1975)[3]
- Bożena Żbikowska (1975–1977)[3]
- Jolanta Bzowska (1976)[3]
- Małgorzata Czyż  (1976–1978)[3]
- Elżbieta Gajos (1976)[3]
- Lidia Kułak (1976)[3]
- Krystyna Sadowska (1976–1977)[3]
- Ewa Sobierajska (1977–1978)[3]
- Olga Szwarc (1976–1977)[3]
- Bożena Wilk (1976–1977)[3]
- Mariola Kapusta (1977–1978)[3]
- Ewa Kurek (1977)[3]
- Maryla Machniewska (1977–1978)[3]
- Renata Morąg (1977–1978)[3]
- Barbara Piątkowska (1977–1981)[3]
- Agnieszka Gorączka  (1978–1980)[3]
- Mariola Kozłowska (1978)[3]
- Ewa Rusek (1978)[3]
- Agnieszka Nowak (1978)[3]
- Małgorzata Bauer (1979–1980)[3]
- Bogusława Bembenek (1979–1981)[3]
- Anna Dudzińska (1979–1980)[3]
- Teresa Krąż (1979–1980)[3]
- Jolanta Kwasiborska
- Natalia Kloc – śpiew (lata 2010.)[1]
- Karolina Łakomiec – śpiew (lata 2010.)[1]
- Martyna Masaczyńska – śpiew (lata 2010.)[1]
- Karolina Pękalska – śpiew (lata 2010.)[1]
- Kacper Raduszewski – śpiew (lata 2010.)[1]
- Anna Szkliniarz – śpiew (lata 2010.)[1]
- Barbara Winkler – śpiew (lata 2010.)[1]
- Bartłomiej Sroka – gitara akustyczna (lata 2010.)[1]
- Jakub Kukulski – perkusjonalia (lata 2010.)[1]
- Ryszard Pomorski – gitara basowa (lata 2010.)[1]
- Mikołaj Tarczyński – gitara elektryczna (lata 2010.)[1]
- Katarzyna Harabin-Żesławska – śpiew (lata 80.)[4]
- Dominik Skrzyniarz – śpiew[5]
- Mirosława Ziółko-Solus – śpiew[6]

## Historia
Zespół pochodzi z Kielc, został założony w 1974 roku podczas harcerskiej Operacji Bieszczady 40 w Wołosatem (gdzie Chorągiew Kielecka ZHP miała swą stanicę), przy okazji I Festiwalu Piosenki Turystycznej w Wołosatem. Pomysłodawcą nazwy, która pochodzi od potoku Wołosatka, był Andrzej Zdyra, pierwszy prowadzący Wołosatek. Współzałożycielem grupy jest także prof. dr hab. inż. Stanisław Adamczak. Skład zespołu stanowiła młodzież z Kielc i okolic, skład grupy ulegał wielokrotnym zmianom – do 2017 roku przez zespół przeszło trzynaście składów. Od 1978 roku kierownictwo muzyczne objął Piotr Frankowicz. Szefem muzycznym zespołu od 1980 roku jest Ryszard Pomorski, autor muzyki do wielu utworów. 
Przez blisko 50 lat działalności zespół skomponował około 200 utworów do tekstów m.in. Wiesława Buchcica, Wiesława Jarosza i Mirosława Souczka; Wołosatki wykonują na koncertach także przearanżowane utwory ludowe. Poza koncertami w Polsce, w tym m.in. w Bieszczadach, grupa występowała m.in. na Litwie w 1990 i 2017 roku czy w Brazylii w 2019 roku, gdzie mieszka duża społeczność Polonii, a także na Kubie i w Chinach. Do 2019 roku grupa zarejestrowała 21 albumów muzycznych, a do 2017 roku wydał 10 edycji Śpiewniczka Bieszczadniczka. 
W 1999 roku ukazała się książka autorstwa Ryszarda Mazura o zespole pt. Połączyła nas muzyka: „Wołosatki” 1974-1999, natomiast Andrzej Żak nakręcił film dokumentalny o Wołosatkach pt. Połączyła nas muzyka. 

## Dyskografia
Oznaczenia: kaseta – MC, płyta – CD, płyta winylowa – LP, minialbum – EP, płyta DVD - DVD

### Albumy
- Bieszczady jak co roku... (wraz z zespołem Grube Dudy; 1980, LP)[15]
- Bieszczadzki trakt (wraz z zespołem Grube Dudy; 1982[16], LP[17])[18]
- Harcerska operacja Bieszczady 40 (1989, LP)[19]
- Wołosatki… bis (1989, LP[20])[18]
- Hej kolęda, kolęda (1990, LP)[18]
- Pod Lilii znakiem. Piosenki harcerskie 1911 - 1939 (1991, LP)[18][19]
- Wołosatki III (1992, MC)[21]
- Piosenki nasze i naszych Rodziców (1993, MC)[22]
- Bieszczady (1999, CD)[18]
- Obietnica (1999, CD)[18]
- Gdy Śliczna Panna (2002, CD)[18]
- Połączyła nas muzyka (2003, CD)[23]
- Prognozy (2008, CD)[18]
- Piosenki liryczne (edycja z książką Wołosatki - dyskografia,teksty, zdjęcia, CD, 2009[24])[25]
- Dobre wieści (2012, CD)[26]
- Wołosatki po bieszczadzku (2014, CD)[27]
- Inaczej… (2014, CD)[28]
- Piosenki z lat 60-tych (2019, CD)[29]
- Gdzieś między… (2019, CD)[30]
- Wołosatki i Przyjaciele (2019, CD)[31]

### Albumy koncertowe
- Blå Sommer (1995, CD)[32]
- Pamiętaj (2024, CD+DVD)[33]
- Live in Kraków (2024, DVD)[34]

### Minialbumy
- Bieszczadzki koncert (wraz z zespołem Grube Dudy; 1981, czwórka[19])[18]
- Sierpień w Wołosatem (1987, czwórka[19])[35]

### Kompilacje
- Największe przeboje (2004, CD)[18]